# Пітіунт
Пітіунт, Пітіус (грец. Pityous, лат. Pithyus, груз. Бічвінта) — античне і середньовічне місто і порт на східному березі Чорного моря, на місці сучасного села Піцунда (Абхазія). 

## Історія
Вперше згадується Страбоном (XI, 2, 14). 
В кінці ІІ — початку І ст. до Р.Х. був у складі Понтійське царство Мітрідата VI.
З кінця І ст. до Р.Х. Пітіунт — римська фортеця. Мешканці Пітіунту вели торгівлю з прибережними містами Чорного й Егейського морів. З IV ст. Пітіунт — один з найважливіших центрів розповсюдження християнства на Кавказі. 
У IV–VIII ст. — важливий опорний пункт Візантійської імперії на Закавказзі. У 780-х роках увійшов до Абхазького царства, а з кінця Х ст. — до складу Грузинського царства.
У XIV–XV сторіччях Пітіунт перебував у володіннях факторі Генуезької республіки (Pezonda). 
У XVII–XVIII ст. — під владою Османської імперії.
З початку XIX сторіччя Пітіунт у складі Російської імперії. Місто було повністю перебудоване у XIX ст.

## Розкопки
Розкопками (з 1952 р.) встановлено, що засновано місто на місці стародавніх стоянок. Виявлено залишки фортечних стін римського часу, різних палацових, житлових і господарських будівель, лазень, каналізаційних споруд, ранньохристиянської базиліки з мозаїчною підлогою (кінець IV–V ст.), фрагменти латинських написів, безліч римських і візантійських монет (в тому числі клади). Поблизу Пітіунту відкрито залишки двоабсидного храму (не раніше VI ст.). На території Пітіунту зберігся хрестово-купольний храм Х ст.

## Літуратура
- Меліксет-Беків Л. M., Найдавніша Піцунда у Понта Евксинського, «Зап. Кавка. Отд. РГО», Тіфліс, 1916, кн. 29, ст. 4;
- Мацулевич Л. A., Відкриття мозаїчної підлоги в стародавньому Пітіунт, «ВДИ», 1956, No 4;
- Апакідзе А. та ін, Археологіч. розкопки і геофізичних. розвідки в Піцунді, в кн.: Наукова сесія Ін-ту історії Груз. АН, присвячена підсумкам польових археол. досліджень 1964, Tá., 1965.